# Seleniur de cadmi
El seleniur de cadmi és un compost inorgànic amb la fórmula CdSe. És un sòlid negre a vermell-negre que es classifica com a semiconductor II-VI del tipus n. És un pigment però les aplicacions estan disminuint a causa de preocupacions ambientals
Es coneixen tres formes cristal·lines de CdSe que segueixen les estructures de: wurtzita (hexagonal), esfalerita (cúbica) i sal de roca (cúbica). L'estructura de l'esfalerita CdSe és inestable i es converteix a la forma wurtzita amb un escalfament moderat. La transició comença al voltant de les 130 °C, i a 700 °C es completa en un dia. L'estructura de roca-sal només s'observa a alta pressió.
La producció de selenur de cadmi s'ha dut a terme de dues maneres diferents. La preparació de CdSe cristal·lí a granel es fa mitjançant el mètode Bridgman vertical d'alta pressió o fusió de zones verticals d'alta pressió.
El seleniur de cadmi també es pot produir en forma de nanopartícules. S'han desenvolupat diversos mètodes per a la producció de nanopartícules de CdSe: precipitació aturada en solució, síntesi en medis estructurats, piròlisi a alta temperatura, mètodes sonoquímics i radiolítics són només alguns.
El material CdSe és transparent a la llum infraroja (IR) i s'ha limitat a utilitzar en fotoresistències i finestres d'instruments que utilitzen llum IR. El material també és altament luminiscent. CdSe és un component del pigment taronja de cadmi. CdSe també pot servir com a capa semiconductora de tipus n a les cèl·lules fotovoltaiques.